# The Nameless
«The Nameless»(Безымянный) — сингл группы Slipknot с альбома Vol. 3: The Subliminal Verses. Видеоклип был издан в поддержку сингла в конце 2005 года (в то же время, когда вышел 9.0: Live). Песня вошла 12 треком на альбом и, кроме того, вошла в концертный альбом «9.0: Live», во второй диск.
Куплет песни, исполненный в стиле трэш, резко обрывается акустическим безударным припевом, на третьем повторении в аранжировке припева появляются электрогитары и ударные.

## Список композиций
Версия 1 (RR PROMO 885)
1. «The Nameless» (Edit 1) — 3:44
2. «The Nameless» (Live) — 4:44

Версия 2 (RDRR 10141-2)
1. «The Nameless» (Edit 1) — 3:44
2. «The Nameless» (Edit 2) — 4:01

## Видеоклип
Видеоклип на песню The Nameless был снят на одном из концертов Slipknot, организованных для записи концертного альбома 9.0: Live. В клипе песня звучит в живом исполнении. Кроме выступающей группы, в видеоработе мы можем увидеть толпы ликующих фанатов. В основном клип выполнен в черно-белых тонах. Режиссёром клипа является Шон Крейен.
В конце клипа можно увидеть надпись «dedicated to all the maggots everywhere» («посвящено всем мэгготам»).